# Lagoa de Santiago
Lagoa de Santiago (portugiesisch ‚See des heiligen Jacobus‘) ist ein Kratersee in Portugal auf der Azoren-Insel São Miguel im Kreis Ponta Delgada. Der See liegt im Krater von Sete Cidades in einem eigenen Krater auf 334 m Höhe über dem Meeresspiegel. Mit einer Fläche von 25 ha ist er der viertgrößte See der Insel. Seine Tiefe beträgt 29 m. Der See ist von einem dichten Wald umgeben.